# Музей Антоніна Дворжака
Музей Антоніна Дворжака в Празі (чеськ. Muzeum Antonína Dvořáka) — заклад, експозиція якого документує життя та творчість чеського композитора Антоніна Дворжака (1841—1904), одного з найважливіших чеських композиторів. Серед найвідоміших творів композитора симфонії, концерти для скрипки та фортепіано, камерні композиції, та такі всесвітньо відомі опери, як «Русалка» або «Чорт і Кача». Це філіал Чеського музичного музею, який є частиною Національного музею в Празі.

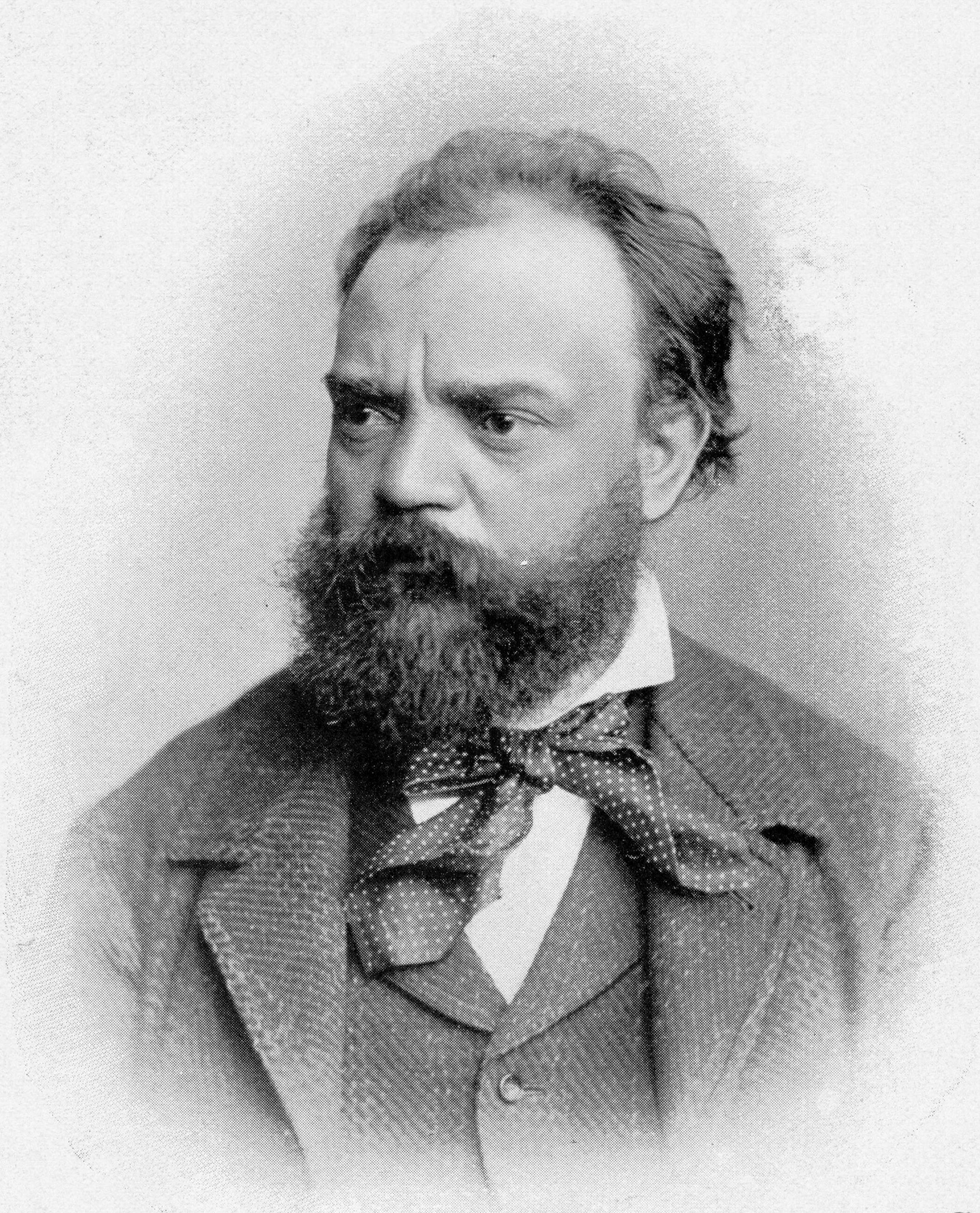
Антонін Дворжак. 1882

## Історія
З часу свого заснування в 1932 році музей розміщений в бароковій заміській віллі Міхни — літньому палацику, відомому як «Вілла Америка» у Празі 2 в Карлові, побудованому в 1717—1720 роках архітектором Кіліаном Ігнаком Діенценгофером на замовлення графа Яна Вацлава Міхни. Головний двоповерховий будинок музею з двома невеликими павільонами по бока́х оточений чавунним парканом. Внутрішнє подві́р'я прикрашають скульптури пір року, сатирів та дві барокові вази.

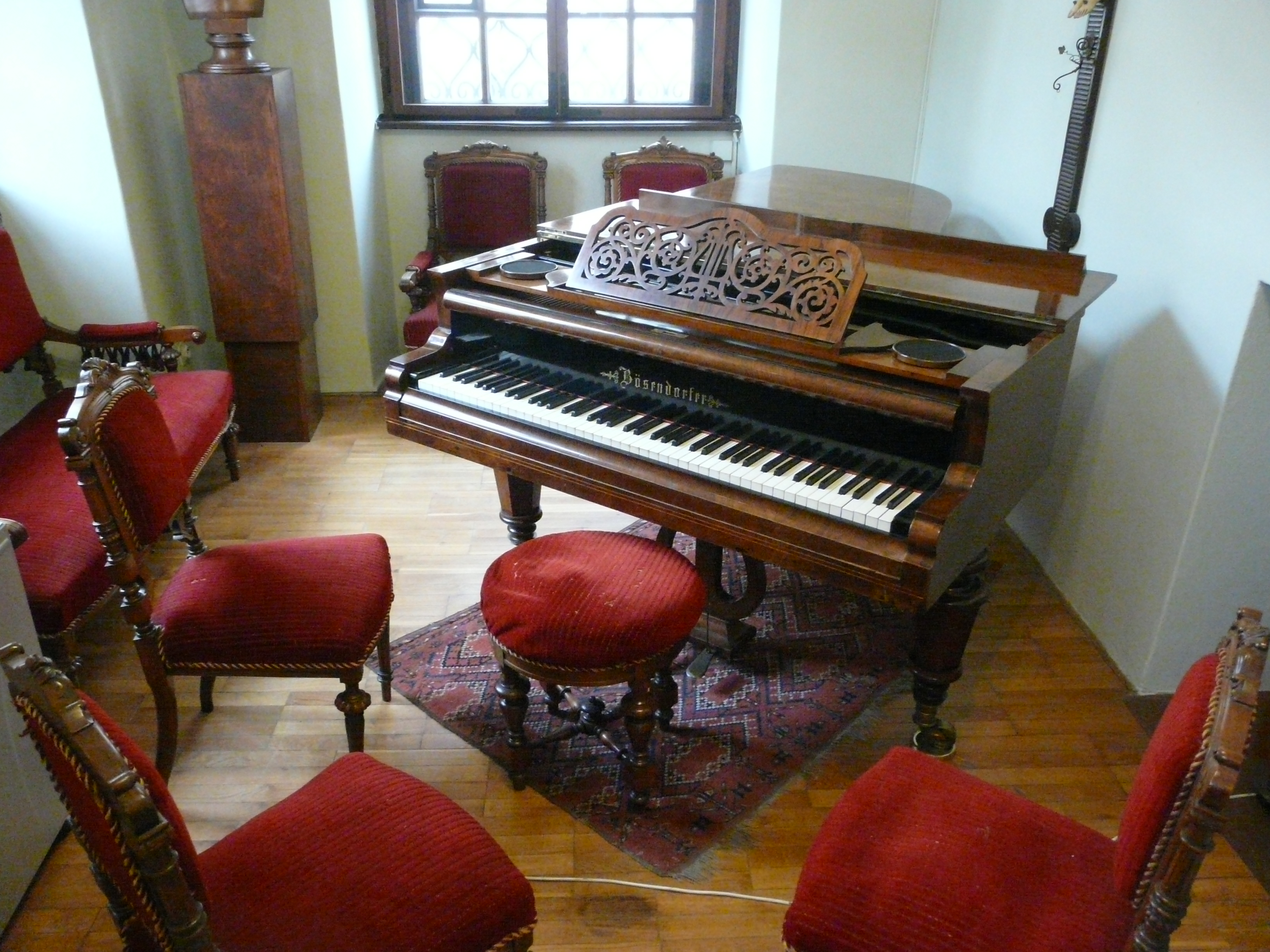
Фортепіано Антоніна Дворжака

Вілла багато разів переходила з рук в руки. Після 1826 року це був ресторан, що мав назву «Америка». У 1843 р. палациковий комплекс купило місто Прага, в 1890 році була створена перша в країні гімназія для дівчат «Мінерва».
Антонін Дворжак насправді ніколи не жив у цьому будинку, а з 1877 року мешкав до самої смерті неподалік з дружиною на вулиці Житня, 14, що зовсім поруч із музеєм, і, ймовірно, багато разів проходив повз віллу під час своїх частих прогулянок. Але коли у 1932 році Товариство Антоніна Дворжака шукало відповідний будинок для музею, вони орендували віллу за символічну 1 крону у мерії та заснували тут музей присвячений життю та творчості чеського композитора.

## Експозиція

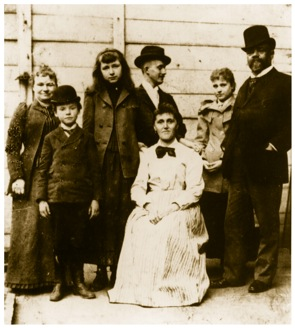
Антонін Дворжак з родиною.
Йозеф Ян Коваржик у центрі

Перша ювілейна експозиція в музеї Дворжака була відкрита 27 вересня 1961 року. В 1991 році, до 150-ти літнього ювілею від дня народження композитора, була відкрита нова постійно діюча виставка, розділена на дві частини — біографічну та композиторську.

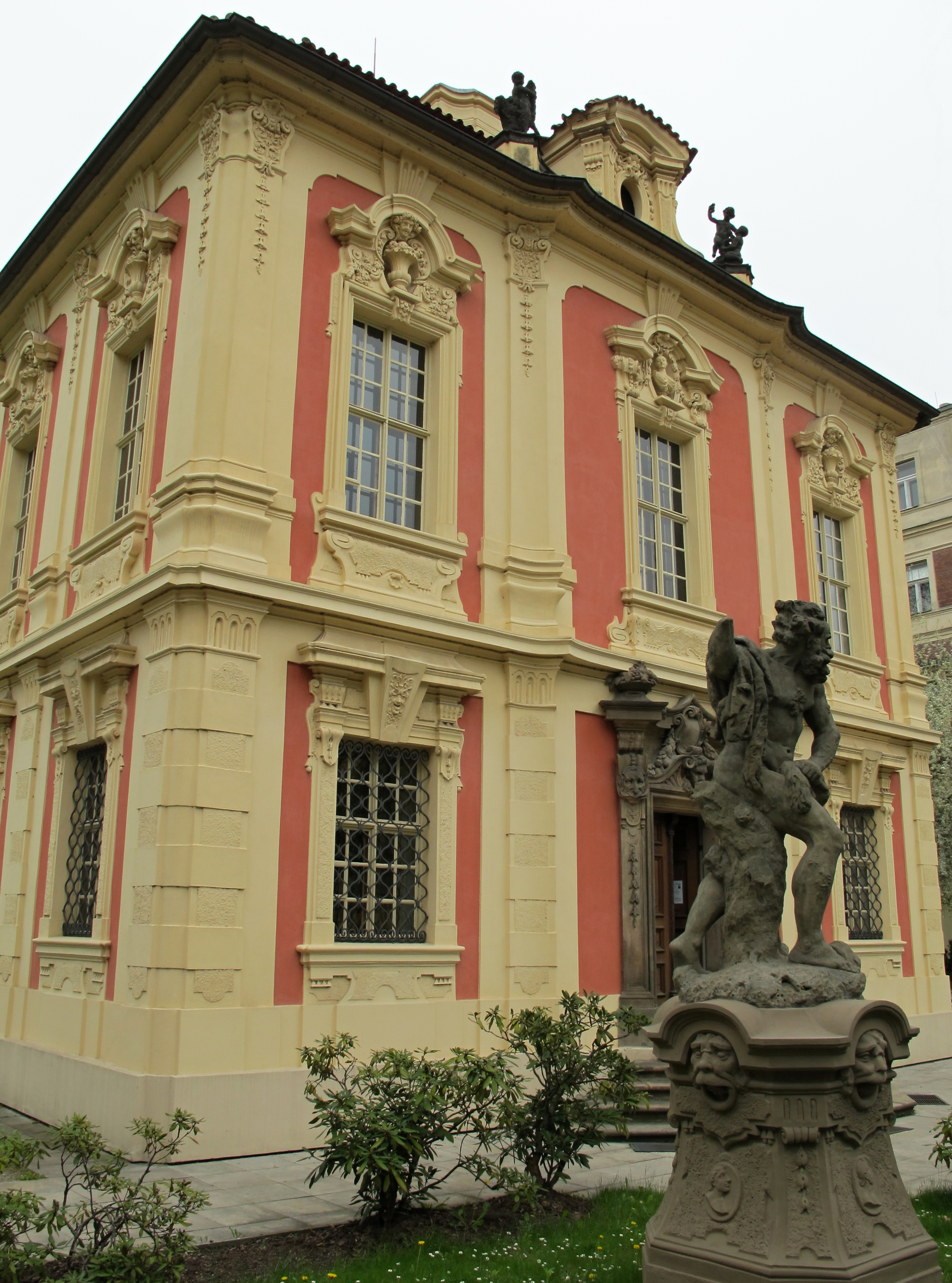
Музей Антоніна Дворжака

У музеї зберігаються близько 9000 колекційних предметів, серед яких унікальна колекція нотних композицій та приватне листування композитора — листи, та інші форми листування, такі як листівки, телеграми, наклейки, візитні картки з рукописним текстом тощо. Це найбільша колекція Дворжака у світі.
Музей зберігає приватну бібліотеку Дворжака та його великий музичний архів. Тут експонуються старовинні фотографії з життя Дворжака, його особисті предмети, але перш за все документальні матеріали, плакати, програми його виступів.
У 1956 році музей став власністю держави і разом з музеєм Бедржіха Сметани перебуває під Управлінням пам'ятників національної літератури.

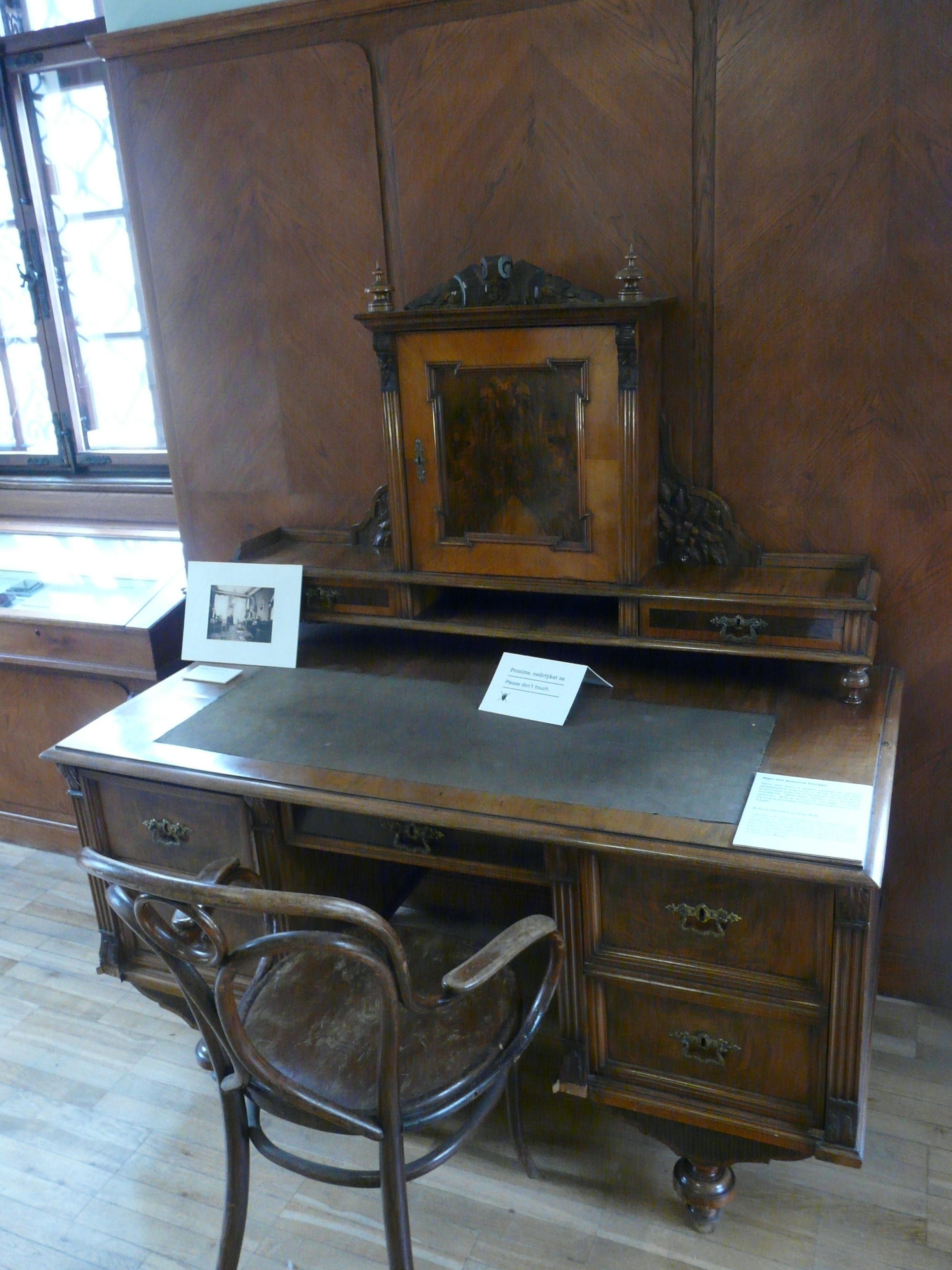
Стіл Антоніна Дворжака

У 2012 році після реконструкції музей відкрився новою програмою, на першому поверсі була створена нова виставка «Подорожі Антоніна Дворжака», яка пропонує новий погляд на перебування композитора за кордоном. Виставка також розповідає про чесько-американського друга і співробітника Дворжака Йозефа Яна Коваржика (Josef Jan Kovařík), який працював секретарем Дворжака під час його перебування в Нью-Йорку, і якого Дворжак ласкаво називав «індіанцем». На першому поверсі чудової вілли відвідувачі можуть побачити деякі оригінальні ноти Дворжака, також деякі його особисті речі, його стіл та стілець, окуляри, його годинник, гусячі пера, чорнильницю. Одним із музейних скарбів є фортепіано Антоніна Дворжака, виготовлене у 1879 році віденською фірмою «Bösendorfer». Тут також можна побачити плащ і берет Кембриджського університету, отримані ним у 1891 році після присвоєння йому звання почесного доктора. Другий поверх музею призначений в основному для регулярних концертів та щорічних тематичних виставок.

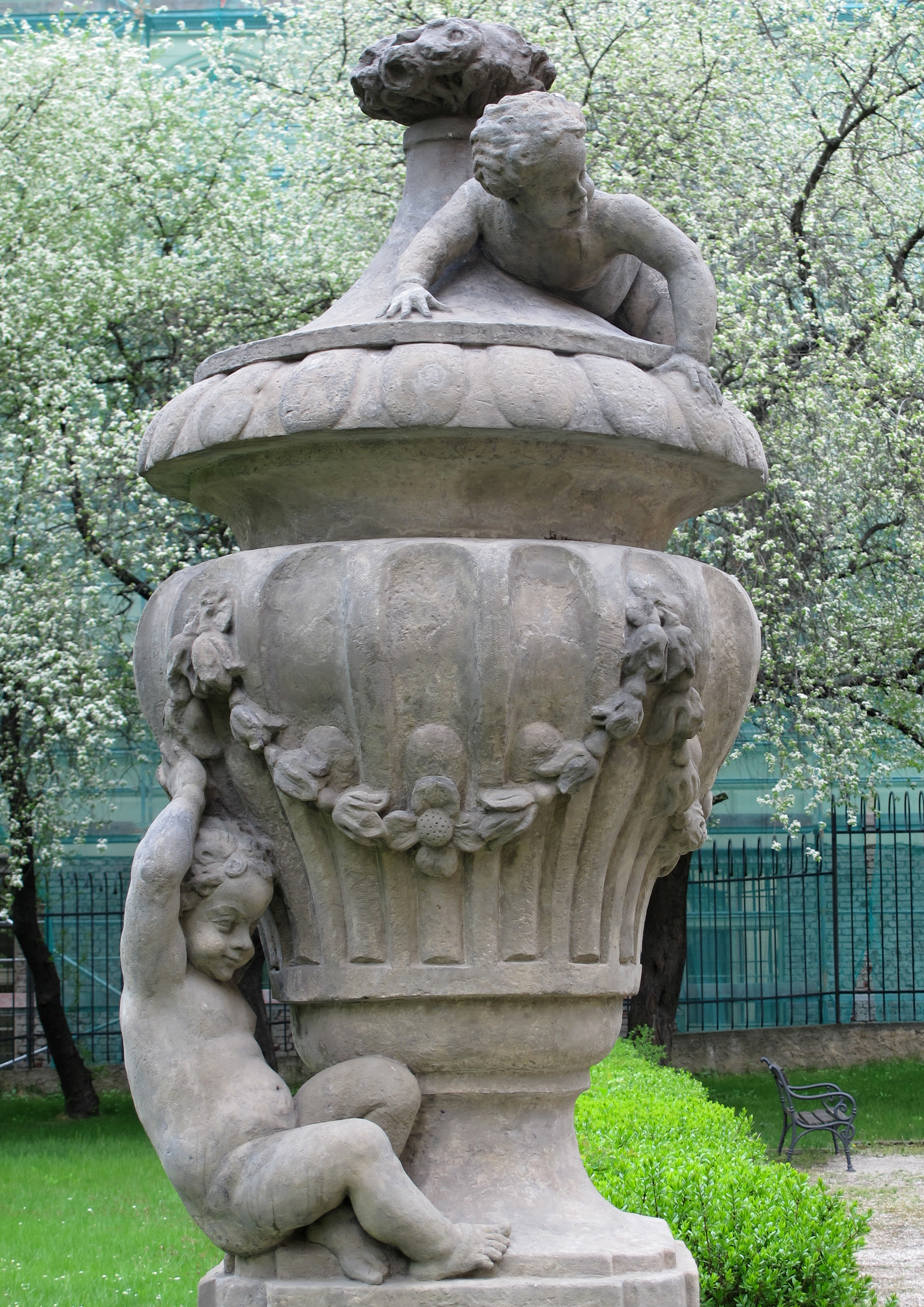
Паркова скульптура